# Kamienica Niderlandowska w Krakowie
Kamienica Niderlandowska (znana także jako Kamienica Chroberska) – zabytkowa kamienica znajdująca się w Krakowie, w dzielnicy I przy ulicy Brackiej 7, na rogu z ulicą Gołębią 1, na Starym Mieście.

## Historia
Działka pod budowę kamienicy została wtórnie wydzielona z posesji wójtowskiej, która obejmowała także obszar zajmowany dziś przez sąsiednią Kamienicę Gostkowskich (nr 3/5). Dom został wzniesiony w II połowie XIV wieku jako murowany. W XV wieku został rozbudowany do rozmiarów typowej kamienicy krakowskiej, wzniesiono też oficynę tylną.
Pomiędzy rokiem 1561, a 1564 kamienicę od rodziny Bonerów kupił Daniel Chroberski (złotnik, członek Rady Miejskiej, starszy zboru kalwińskiego w Krakowie). W tamtym czasie mieszkał w niej Faust Socyn. 30 kwietnia 1598 roku grupa krakowskich studentów, podburzonych przez miejscowy kler katolicki, wywlekła chorego Socyna z jego mieszkania, spaliła mieszkanie z jego księgozbiorem i usiłowała go zabić.
Na przełomie XVI i XVII wieku była własnością Jakuba von Endena. W tym czasie przeszła gruntowną przebudowę, podczas której nadbudowano drugie piętro, założono nowy dach, łączący cechy dachu pogrążonego i kalenicowego oraz wzniesiono oficynę boczną od strony ulicy Gołębiej, tworzącą trzeci trakt budynku frontowego, który połączono z oficyną tylną. Od drugiej ćwierci XVII wieku była własnością rodzin szlacheckich i patrycjuszowskich. W drugiej ćwierci XVII wieku należała do Chroberskich, następnie do wójta warszawskiego S. Baryczki, w II połowie XVII wieku do architekta W. Senesa, a na przełomie XVII i XVIII wieku do kasztelana oświęcimskiego M. Czernego i rodu Ankwiczów. Na przełomie pierwszej i drugiej ćwierci XIX wieku budynek został odnowiony. Kamienica całkowicie spłonęła podczas wielkiego pożaru Krakowa w 1850. Odbudowana została w 1856 według projektu Tomasza Majewskiego. W II połowie XIX wieku została przekształcona w kamienicę czynszową. Na przełomie lat 20. i 30. XX wieku nabudowano trzecie piętro według projektu Saula Wexnera.
20 czerwca 1967 kamienica została wpisana do rejestru zabytków. Znajduje się także w gminnej ewidencji zabytków.

## Architektura
Obecny wygląd kamienicy jest efektem odbudowy z 1856. Ma ona cztery kondygnacje. Fasada, o trzech osiach, skierowana jest na ulicę Bracką. W parterze znajdują się trzy boniowane, półkoliście zwieńczone portale. Portal w trzeciej osi jest szerszy od pozostałych i w przeszłości pełnił funkcję głównej bramy. Ponad nim znajduje się płaskorzeźba, przedstawiająca herb Ankwicz. Obecnie główne wejście do budynku prowadzi przez portal w środkowej osi. Parter i pierwsze piętro oraz pierwsze i drugie piętro oddzielone są od siebie gzymsami. W środkowej osi pierwszego piętra znajduje się balkon. Okna pierwszego i drugiego piętra ozdobione są gzymsami nadokiennymi. Elewacja od strony ulicy Gołębiej jest jedenastoosiowa. Wsparta jest ona trzema szkarpami, w tym jedną w narożniku. We wnętrzach kamienicy zachowała się znaczna część elementów wyposażenia z połowy XIX wieku. 

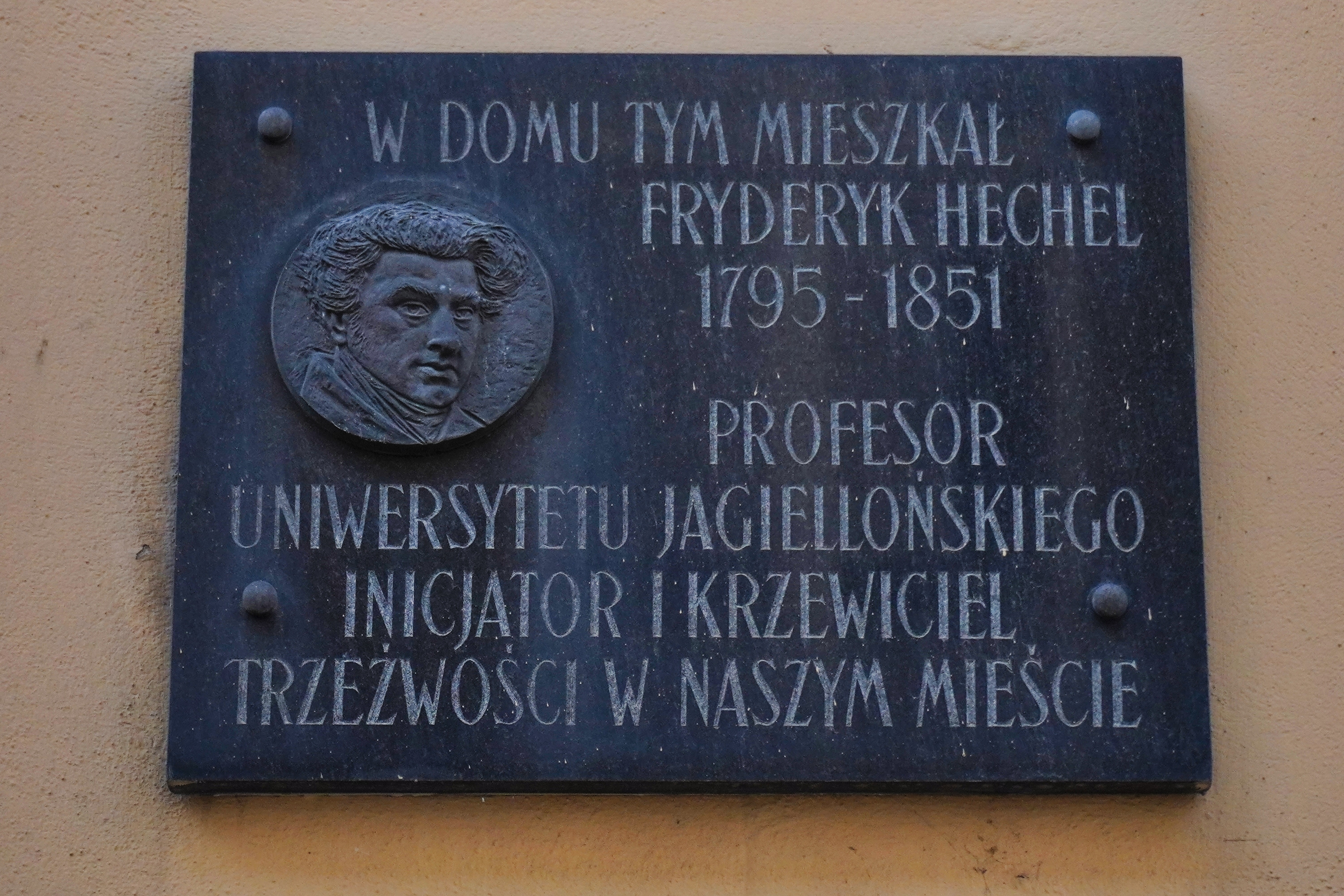
Tablica, wmurowana w elewację kamienicy, upamiętniająca zamieszkiwanie jej przez Fryderyka Hechla